# Waldhausen (Warstein)
Waldhausen is een klein, agrarisch dorp in het uiterste noorden van de Duitse gemeente Warstein, deelstaat Noordrijn-Westfalen, en telt 319 inwoners (2012). Het dichtstbijzijnde grotere dorp is Mülheim, 2,5 km zuidwaarts.
De enige bezienswaardigheid is de deels uit de 17e eeuw daterende St.-Barbarakapel.

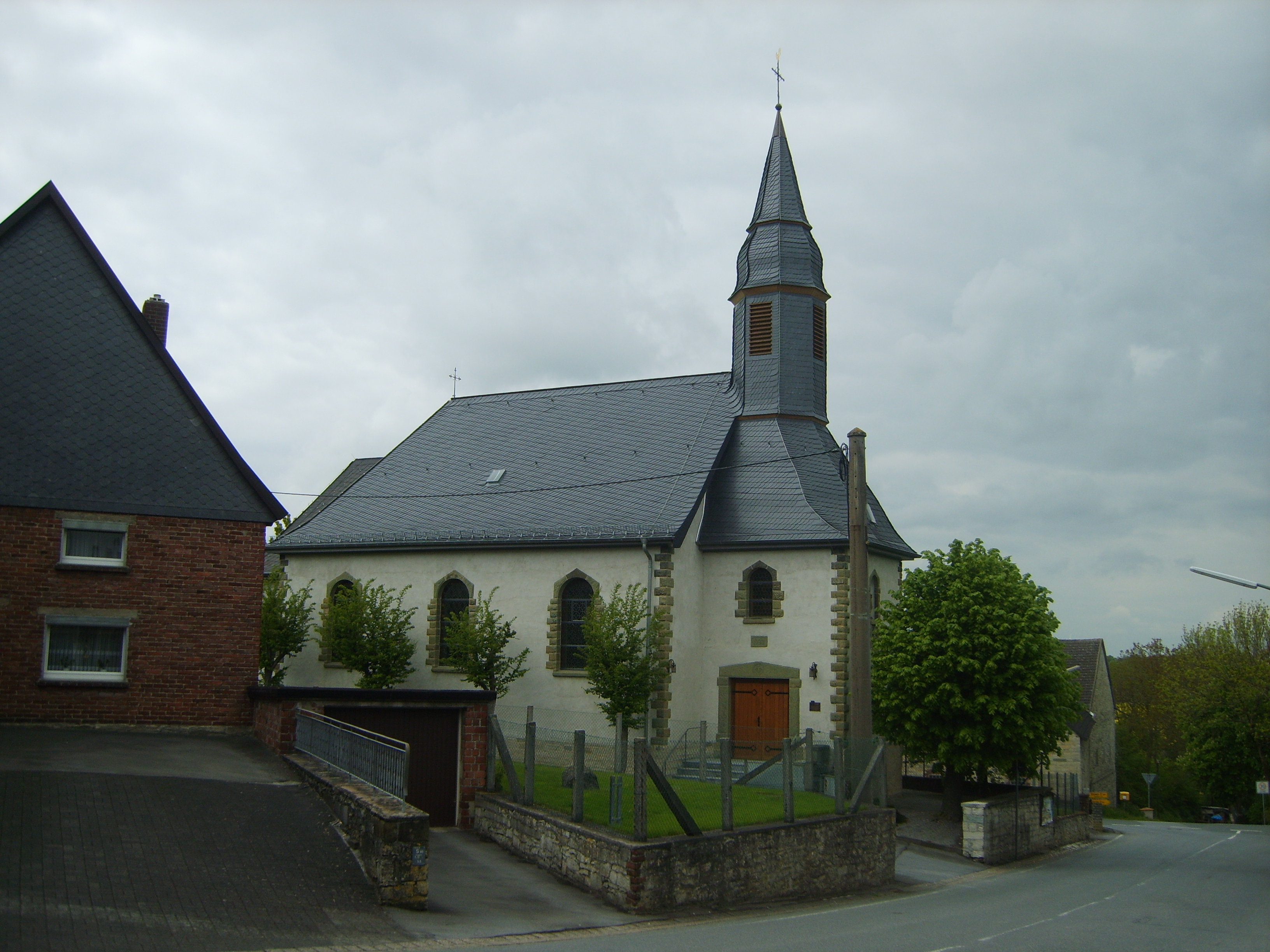
De Heilige Barbarakerk

Allagen · Belecke · Hirschberg · Mülheim · Niederbergheim · Sichtigvor · Suttrop · Waldhausen · Warstein